# Hans Truxa

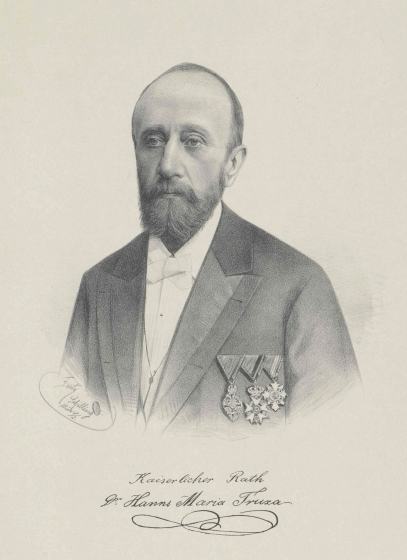
Hanns Maria Truxa

Hans Maria Truxa (* 15. Mai 1851 in Brünn; † 4. Februar 1906 in Wien) war ein kaiserlicher Rat und österreichischer Schriftsteller.

## Leben
Er war der Sohn des Eisenbahningenieurs Karl Truxa und Enkel des Landesbaudirektors Eduard Gintl. Durch die Versetzung seines Vaters nach Laibach wuchs der im Mähren geborene Truxa dort auf und besuchte dort die Mittelschule. 1867 zogen seine Eltern nach Wien, so dass die Hauptstadt Österreichs fortan zu seinem Lebensmittelpunkt wurde. 1872 trug er den akademischen Grad Dr. phil. und war als Sekretär bei der Ferdinands-Nordbahn tätig. Im darauffolgenden Jahr erfolgte seine erste literarische Veröffentlichung, der bis zu seinem Tod 1906 noch zahlreiche weitere folgen sollten. Später wurde er als kaiserlicher Rat in den Staatsdienst übernommen.

## Werke (Auswahl)
Von Truxas Werken wurde das Österreichische Kaiser Jubiläums Dichterbuch. 50 Jahre Österreichische Literatur. Huldigungsgabe zur Fünfzigsten Jahreswende der Thronbesteigung Seiner Majestät des Kaisers Franz Joseph I., das 1899 erschien, am bekanntesten.

## Ehrungen
- 1892: Ritterkreuz des Franz-Joseph-Ordens (1892)